# Zaju
Pour les articles homonymes, voir Théâtre du Nord (homonymie).

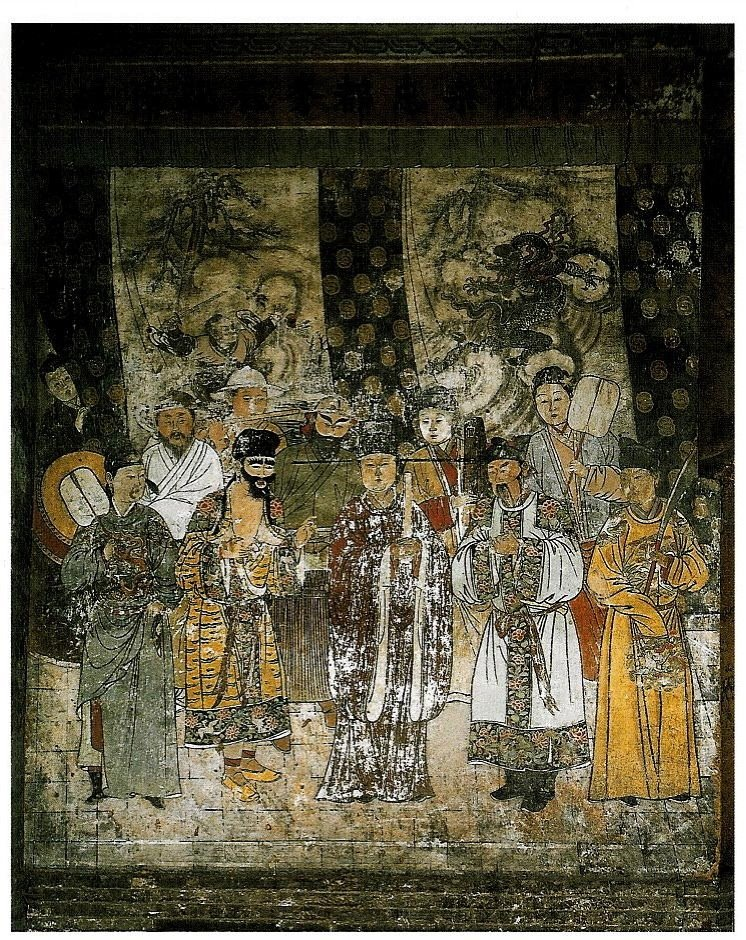
Acteurs de théâtre. Peinture murale du (environs de Hongdong, Shanxi), 1324.

Le zaju (chinois 雜劇, pinyin zájù, Wade-Giles tsa-chü, EFEO tsa-kiu, littéralement « spectacles variés ») est un style de théâtre-opéra chinois. Il représente la tradition du théâtre du Nord (Bei zaju). Le zaju a connu son âge d'or sous la dynastie des Yuan (1279-1367). Ce style est le plus ancien du théâtre-opéra chinois.
Sous la dynastie Song, le terme s'applique à un ensemble de « spectacles variés », contes, musique, danse, acrobatie…, donnés dans les quartiers spécialisés des capitales.
La forme théâtrale appelée zaju sous la dynastie Yuan est issue de la synthèse des spectacles variés des Song et d'un genre de ballade sur plusieurs modes, le zhugongdiao des Jin. Le zaju des Yuan, première véritable forme du théâtre-opéra chinois, a une structure assez rigide : quatre actes, etc. Mais il présente aussi une très grande variété dans le sujet des pièces et leur qualité fait de cette période la plus riche de l'histoire du théâtre. Elle a donné à la Chine certains de ses plus grands dramaturges, tels Guan Hanqing, Ma Zhiyuan ou Wang Shifu.
Sous les Ming et les Qing, le zaju, remplacé dans les faveurs du public par la tradition méridionale (chuanqi et kunqu), devient un genre avant tout littéraire avant de disparaître.

## Lezajudes Song

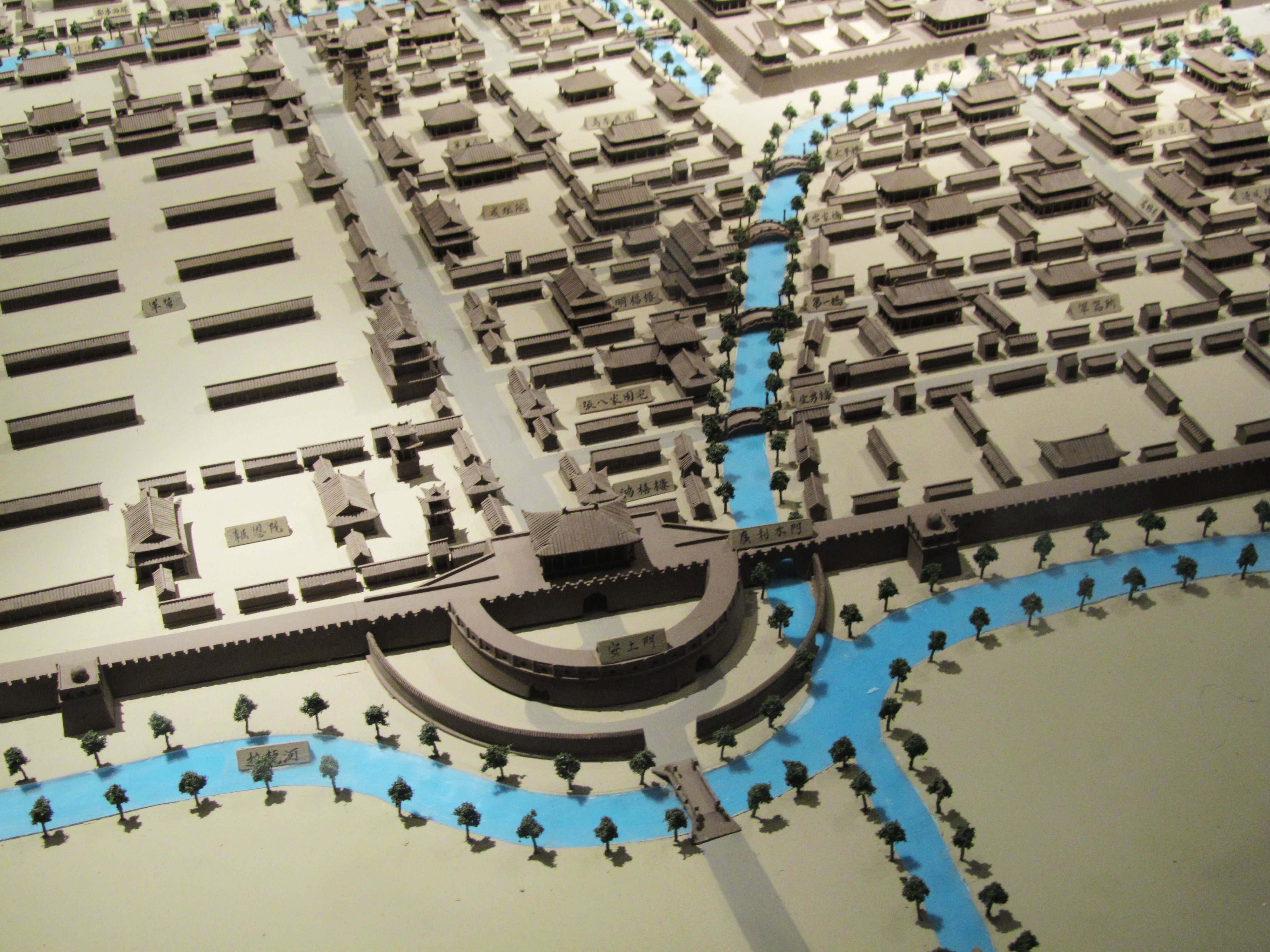
Maquette de la ville de Bianjing sous les Song. Musée provincial du Henan.

Sous la dynastie Song (960-1279) se développe une classe de marchands et des centres urbains à fonction commerciale. Alors que la capitale des Tang, Chang'an, était une ville avant tout aristocratique et administrative, étroitement contrôlée, divisée en quartiers fermés la nuit, la capitale des Song, Kaifeng, se caractérise par la disparition des quartiers fermés et une intense vie commerciale et de loisir. Les quartiers liés aux divertissements (wazi) sont actifs jour et nuit. Y officient conteurs spécialisés par genres, acteurs, musiciens, et autres baladins, devenus de véritables professionnels, à destination d'un public populaire. Ces lieux sont le creuset d'où sortiront diverses formes de la littérature en langue vernaculaire : conte, roman et théâtre.
Dans les quartiers réservés aux divertissements des deux capitales successives des Song, du Nord et du Sud, Bianjing (aujourd'hui Kaifeng) puis Lin'an, apparaissent les premiers spectacles payants. Ces spectacles étaient appelés zaju, « spectacles variés », et n'étaient donc pas alors le nom d'un genre théâtral. Ces zaju étaient donnés par des conteurs, musiciens, montreurs d'animaux, acrobates, ou marionnettistes. Les pièces étaient des sortes de petits sketches. Il reste une liste de deux cent quatre-vingt titres de zaju des Song du Sud, qui indique qu'il s'agissait de spectacles satiriques. Il est possible que certaines de ces pièces aient compris des parties chantées.
Certaines de ces pièces avaient sans doute un caractère officiel et étaient représentées à la cour. Elles mettaient en scène plusieurs personnages, formant des types caractérisés par leurs âge, sexe et milieu social. Le moni, un « naïf », et le fujing, un « malin », en étaient les deux principaux, mais il y avait aussi le fumo, rôle comique, le yinxi, personnage féminin déguisé en homme, ou encore le zhuanggu, un rôle d'officiel. Il est possible que le théâtre indien ait exercé une influence dans la typologie des personnages, mais sans doute peu dans le répertoire,.
Sous la dynastie Liao existaient des spectacles similaires à ceux des Song. Faisant la synthèse des traditions du Nord, Liao et Song, des spectacles appelés yuanben, semblables aux zaju des Song, apparaissent sous la dynastie Jin. Il est possible que certains de ces yuanben aient été entièrement chantés. Certains des titres conservés laissent penser qu'il s'agissait de saynètes relevant du genre de la farce. Des découvertes archéologiques de blocs moulés, dans des tombes Jin, représentant musiciens, danseurs, acteurs, relient ces spectacles à des pratiques de type magique, tels qu'ils en existaient depuis l'Antiquité,.

## Transmission des textes: des Yuan aux Ming
Il nous reste cent soixante-sept zaju des Yuan, de cent huit dramaturges. Un tiers de ces dramaturges était originaire de la région de Pékin. Parmi ces zaju, seuls trente ont été publiés sous la dynastie Yuan elle-même, les autres éditions des zaju des Yuan ayant été faites à la fin de la dynastie Ming. Contrairement aux éditions datant de la dynastie Ming, ces textes les plus anciens parus sous les Yuan se présentent sous une forme incomplète, car ils ne comprennent que les airs seuls, avec parfois des indications scéniques. La plupart de ces éditions ont été faites à Hangzhou, ville du Sud. Elles étaient sans doute destinées à aider un public pour lequel la compréhension du dialecte du Nord, surtout chanté, n'était pas forcément chose facile,.
Les éditions faites sous les Ming sont issues des manuscrits conservés à la cour impériale. Le zaju étant devenu théâtre de cour au début des Ming, les pièces ont fait l'objet de diverses modifications en raison de la censure impériale. Il était par exemple interdit de représenter sur scène un empereur ou tout autre personnage d'importance. Or plus de la moitié des éditions datant des Yuan ont un empereur comme personnage. Les pièces des Yuan ont donc été réécrites ou ont définitivement disparues. En outre les parties en prose, dévolues à plusieurs personnages, ont été étendues, au détriment des airs, chantés par un unique personnage. La plupart des études universitaires s'appuient sur les éditions faites à la fin des Ming, tout particulièrement sur l’Anthologie du théâtre des Yuan (Yuanqu xuan) de Zang Maoxun (en), réalisée en 1616 et comprenant cent pièces. Or Zang Maoxun s'est livré lui aussi à de substantielles modifications de ces pièces,.

## Âge d'or: lezajudes Yuan
Sous la domination mongole, les Chinois sont exclus des principales fonctions. Les études classiques et la philosophie chinoise, et la culture lettrée en général, sont délaissées. Alors que la classe marchande est en plein essor, les lettrés se trouvent déclassés et le confucianisme perd de son influence. Par contrecoup, la littérature en langue vulgaire connaît un épanouissement, en suscitant l'attention d'un certain nombre de lettrés : conte, roman, mais surtout théâtre, genre qui donne une place éminente à la dynastie Yuan dans l'histoire de la littérature chinoise,.
Le zaju des Yuan, le premier style du théâtre chanté chinois, est né de la synthèse du zaju des Song, dont il a gardé le nom, et d'un genre de ballade pratiqué notamment sous les Jin, le zhugongdiao. Les récits des conteurs ont inspiré le répertoire, le théâtre d'ombre et de marionnettes les mouvements stylisés, les masques utilisés dans certains spectacles de danse le maquillage. Le théâtre-opéra a aussi intégré la danse ou les dialogues comiques antérieurs. Les zhugongdiao pour leur part étaient une forme de ballade dont la structure musicale est assez complexe, avec de nombreuses mélodies sur plusieurs modes. Le chanteur-récitant en est presque un acteur. Une différence importante avec le théâtre est que dans un zhugongdiao l'histoire est raconté à la troisième personne. Le seul zhugongdiao complet que l'on connaisse aujourd'hui, Le Pavillon de l'aile Ouest, a d'ailleurs été adapté sous la forme d'un zaju, L'Histoire du pavillon d'Occident (Xixiang ji), par Wang Shifu.
Le caractère exceptionnel des pièces de cette époque provient de ce que les écrivains fréquentaient les milieux du théâtre. Les pièces qu'ils écrivaient, outre leur aspect littéraire, tenaient compte des exigences imposées par la scène. Cette rencontre entre la littérature et le théâtre ne se manifestera que rarement par la suite.

### Prosodie, musique
Dans sa forme canonique, le zaju des Yuan est constitué de quatre actes (zhe, « coupure »), auxquels s'ajoutent parfois une scène (xiezi, « coin, cheville ») au début ou entre deux actes. L'action suit une progression en quatre étapes, correspondant à chacun des actes : qi (commencement), cheng (développement), zhuan (tournant, qui est le moment de plus forte intensité), he (résolution). Cette structure vaut pour la plupart des pièces, avec des exceptions, comme L'Orphelin de la famille Zhao en cinq actes. Chacun des actes consiste en une série d'airs chantés, tous sur le même mode et la même rime. Les vers sont irréguliers, le nombre d'airs dans un acte peut varier de moins de dix à vingt-six. La prosodie est l'héritière de celle des poèmes chantés (ci) de la dynastie Song, avec une plus grande complexité, et une langue plus familière. Les dramaturges ne composent pas les musiques, mais écrivent leurs airs sur des mélodies préexistantes, au nombre de trois cent trente-cinq. Le luth piriforme (pipa) est le principal des instruments, surtout à cordes, accompagnant les pièces. Il ne reste aucune des musiques de l'époque Yuan. Les parties chantées (qu) alternent avec des parties parlées (bai), nettement distinctes. Les premières sont écrites dans une langue littéraire, très allusive, et un seul personnage en est chargé durant toute la pièce. Ceci est une influence directe des ballades sur plusieurs modes (zhugongdiao), pour lesquels un seul chanteur-récitant, presque acteur, les chantaient et récitaient. Les parties parlées quant à elles, dans lesquelles intervenaient les autres personnages, sont en langue vulgaire, et n'ont pas d'intérêt littéraire. Elles servent à présenter les personnages (nom, fonction…) et à éclairer le public sur le contenu des airs chantés,.

### Rôles
Les personnages sont définis selon leur type (jiaose). Les principaux sont le personnage masculin principal ou zhengmo (正末) et le personnage féminin principal ou zhengdan (正旦). Le sens de ces deux noms est obscur. Ce sont ces rôles (un seul par pièce) qui étaient chargés de la totalité des chants, les autres personnages ne faisant que parler dans les dialogues. Ces derniers comprenaient divers personnages masculins secondaires et féminins secondaires (par exemple la femme guerrière), ainsi que des personnages méchants ou violents (jing, 淨), avec divers types semblables aux personnages secondaires précédents, et enfin des clowns (chou). D'autres personnages encore étaient définis selon leur fonction ou leur âge : l'Enfant, le Vieillard, la Servante, l'Empereur, le Fonctionnaire et ainsi de suite,.

### Principaux auteurs et œuvres

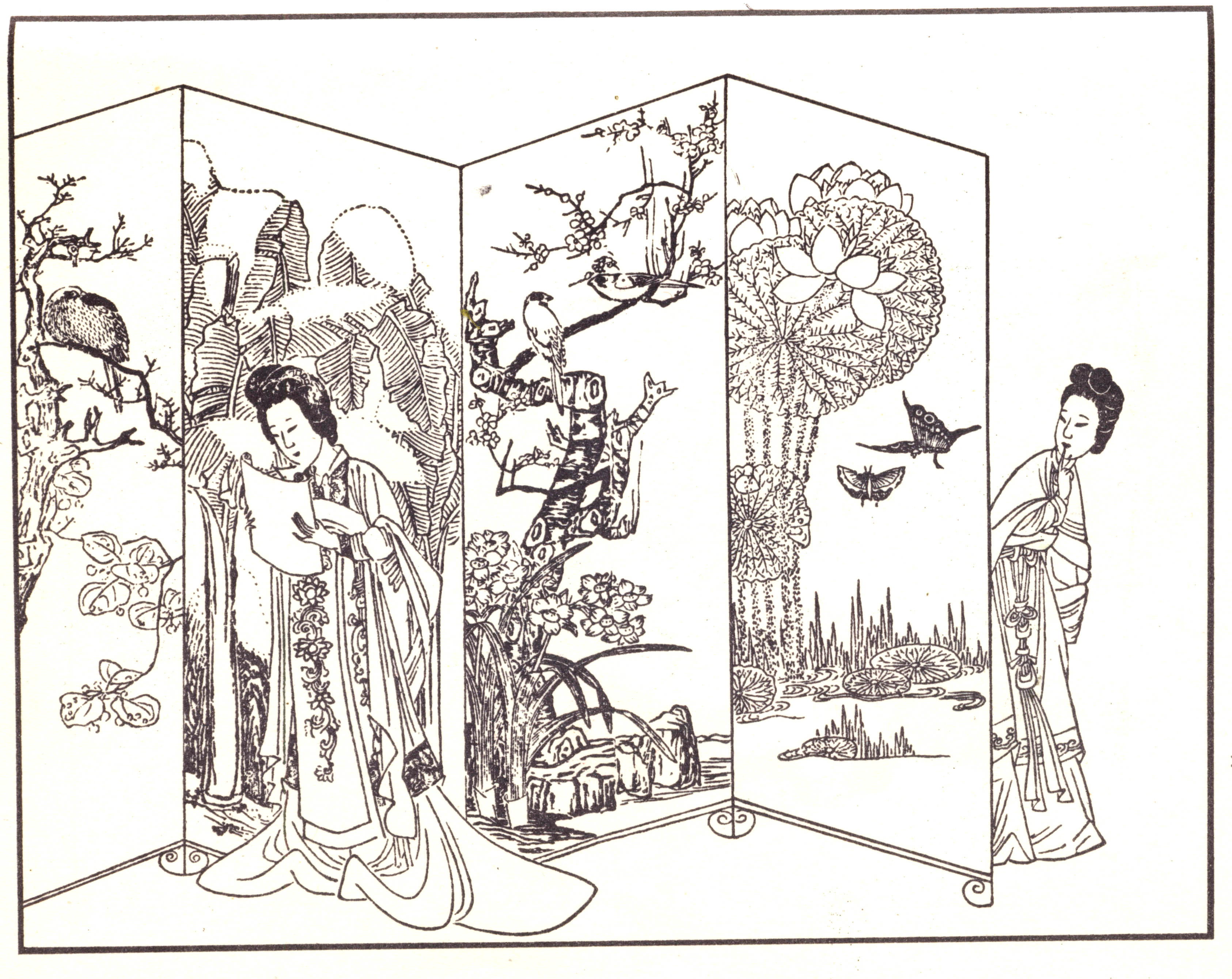
L'Histoire du pavillon d'Occident, pièce de Wang Shifu, illustrée par Chen Hongshou dans une édition de 1639.

Au rang des principaux dramaturges on compte Guan Hangqing, Wang Shifu, Bai Pu, Ma Zhiyuan, Zheng Guangzu.
Dix-huit pièces de Guan Hanqing (vers 1230-vers 1320) ont été conservées. Dans les parties chantées, il mêle langue littéraire et expressions populaires. Sa pièce la plus connue, Le Ressentiment de Dou E, est un drame judiciaire dans lequel une jeune veuve est injustement condamnée à mort. Plusieurs de ses pièces ont pour caractéristique d'avoir pour personnage principal une femme, et la thématique sociale y occupe une place importante. Ma Zhiyuan (vers 1260-1325) pour sa part est l'auteur de pièces plus raffinées. Sept d'entre elles ont été conservées. Plusieurs sont inspirées par la secte Quanzhen du taoïsme. Il est surtout connu pour sa pièce L'Automne au palais des Han (Han gong qiu), histoire des amours malheureuses entre l'empereur et Wang Zhaojun, mariée à un chef barbare. L'une des pièces les plus célèbres dans le genre du zaju, L'Histoire du pavillon d'Occident (vers 1300), est due à Wang Shifu. Cette histoire d'amour est inspirée d'une nouvelle de la période Tang, la Biographie de Yingying, de Yuan Zhen, et devient par la suite le modèle des relations amoureuses librement consenties, en opposition à la pratique des mariages arrangés. La longueur de la pièce est tout à fait inhabituelle, avec vingt actes (soit cinq zaju), et tous les actes ne sont pas chantés par le même acteur : la pièce de Wang Shifu a peut-être subi l'influence du théâtre du Sud, ou a peut-être été retouchée.
La célèbre légende de La Romance de Liang Shanbo et Zhu Yingtai (Liang Shanbo yu Zhu Yintai, ou Les Amants papillons) a été adaptée[Quand ?] sous la forme d'un zaju[réf. nécessaire].

### Thèmes
Le théâtre des Yuan se distingue par la grande diversité de ses thèmes. Un auteur dramatique du début des Ming, Zhu Quan (1378-1448), a classé en 1398 le théâtre des Yuan en douze thèmes, selon le caractère moral et social du personnage principal : 1 — divinités et immortels. 2 — ermites et taoïstes. 3 — monarques et ministres. 4 — vassaux et fonctionnaires fidèles. 5 — modèles de piété filiale et d'intégrité. 6 — traîtres et félons. 7 — orphelins et exilés. 8 — bandits. 9 — histoires d'amour. 10 — séparations et retrouvailles. 11 — coquettes et courtisanes. 12 — démons et spectres.

#### Pièces judiciaires

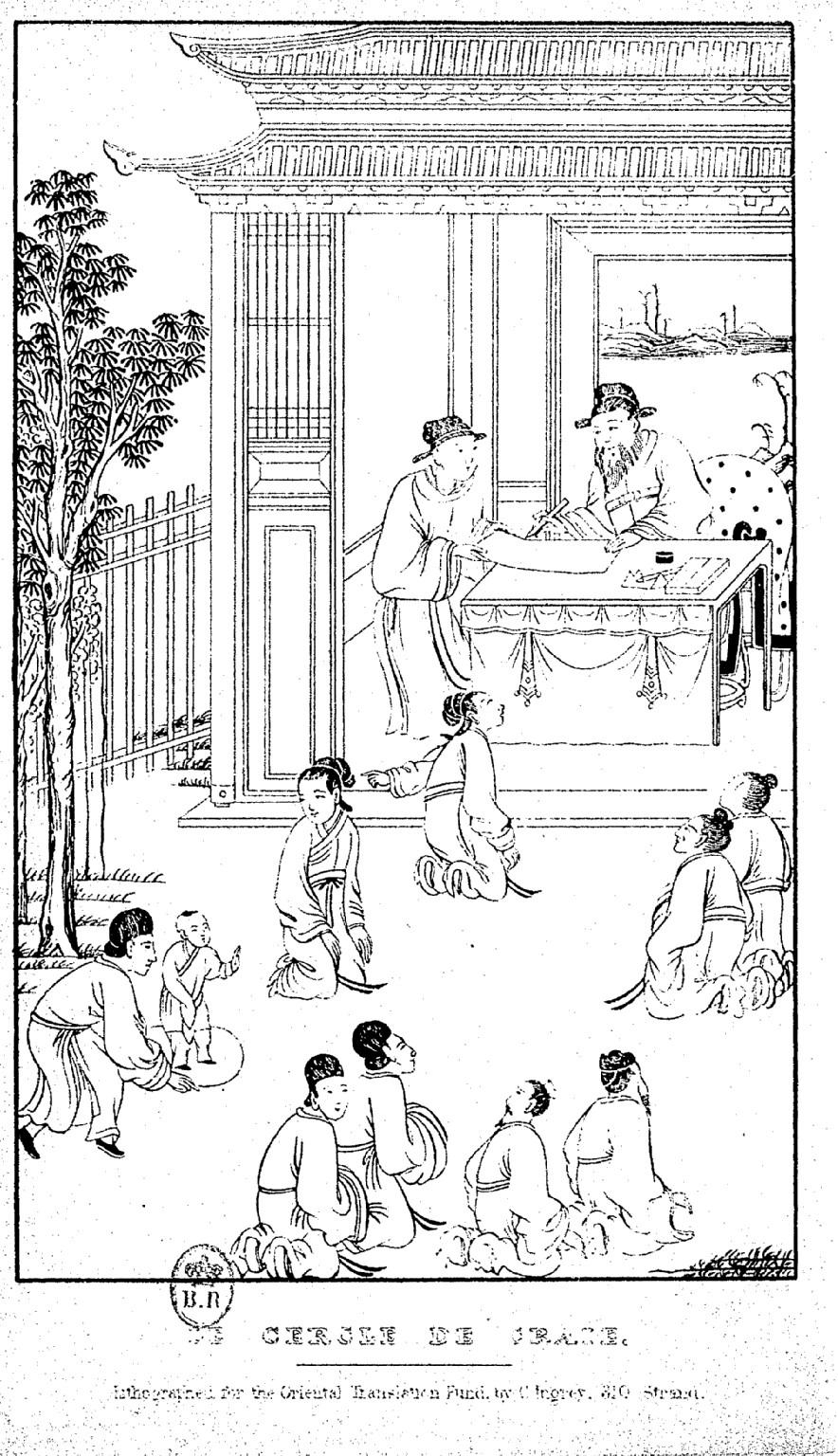
Illustration pour le Cercle de craie.

Un nombre important de zaju sont des pièces judiciaires. Elles trouvent leur origine dans les contes et romans en langue vulgaire. L'intérêt est moins d'y découvrir le coupable, souvent connu dès le début, que de savoir comment celui-ci va pouvoir faire l'objet d'une accusation. La peur que suscitait les fonctionnaires chargés des affaires judiciaires contraste avec la renommée de Bao Zheng, le juge Bao, personnage réel de la dynastie Song, devenu hérault (et héros) de la justice dans une dizaine de pièces de la dynastie Yuan. Elles appartiennent au genre des « pièces de fonctionnaires intègres » (qingguan xi). Guan Hanqing a mis le juge Bao en scène dans deux pièces, Lu Zhailang et Le Rêve aux papillons. Le juge y rend la justice à l'aide de moyens peu orthodoxes. Il figure aussi dans Le Cercle de craie de Li Xingdao, dont s'est inspiré Bertolt Brecht avec Le Cercle de craie caucasien.

#### Pièces sentimentales
Une autre partie importante du répertoire du théâtre Yuan est celui des pièces sentimentales. Guan Hanqing est l'auteur de L'Étang au fil d'or (Jinxian chi), dont le personnage principal est une courtisane, Xie Tianxang, sur les amours entre la courtisane donnant son nom à la pièce et le poète Liu Yong (vers 987 - 1053), et Le Socle du miroir au jade (Yujing tai). Les amours tragiques de l'empereur Xuanzong des Tang et de Yang Guifei sont l'objet de la pièce Pluie sur les sterculiers de Bai Pu, au style élégant. L'amour passionné côtoie le fantastique dans Zhang le lettré met l'océan en ébullition de Li Haogu (zh) : Zhang cherche à délivrer son amoureuse des griffes du roi Dragon en mettant l'océan à sec.

#### Pièces historiques
L'Histoire sert souvent dans le zaju de fond au sujet ou en donne la matière principale. Les classiques confucéens ou les histoires officielles en sont les sources les plus importantes. La Grande Vengeance de l'orphelin de la famille Zhao de Ji Junxiang a son origine dans le Commentaire à la Chronique de la principauté de Lu, l'un des Classiques. L'intrigue est celle de la vengeance sanglante d'un orphelin dont la famille avait elle-même était exterminée. L'histoire troublée des Trois Royaumes (220-280) a aussi fourni le sujet de plusieurs pièces. Les pièces sur cette période font de Liu Bei, fondateur de la courte dyanstie Shu-Han, l'héritier légitime de la dyanstie Han, tandis que son rival Cao Cao a le rôle du « méchant ». Deux pièces de Guan Hanqing, La Rencontre muni d'une simple hallebarde (Dandao hui) et Xi shu meng, en sont des exemples connus. Guan Yu, frère d'armes de Liu Bei, est le héros de la première, et son autre frère d'armes Zhang Fei celui de la seconde sous la forme d'un fantôme.

#### Pièces religieuses et fantastiques
Le théâtre en Chine a avant tout un caractère profane : il s'agit d'abord de divertir et d'éduquer. Mais la religion n'est pas complètement absente : on jouait en effet les pièces à proximité des temples, ainsi qu'en certaines occasions pour s'attirer la bienveillance divine, notamment pour célébrer des moments importants dans la vie de certaines personnes. On jouait en ces occasions des pièces de délivrance, dans lesquelles l'intrigue type racontait comment une divinité du Ciel décidait de délivrer quelqu'un, généralement un ancien habitant du Ciel banni sur Terre. Le banni devait être au préalable converti, afin d'accéder à la pleine immortalité. Les divinités les plus sollicitées étaient les Huit Immortels, en particulier Lü Dongbin. Sa conversion est le sujet du Rêve du millet jaune, pièce de plusieurs auteurs dont Ma Zhiyuan. Dans Li-Yue Canne de fer (Tieguai Li-Yue) de Yue Bochuan, c'est au tour de Lü Dongbin de convertir un certain Yue, réincarné en un boucher nommé Li Canne de fer, qui devient ainsi l'un des Huit Immortels. Dans Jin Anshou de Jia Zhongming (zh), c'est Li Canne de fer qui convertit un couple divin, le Garçon d'or (Jintong) et la Fille de jade (Yunü).

## Lezajudes Ming
Sous la dynastie Ming (1368-1644), le théâtre du Sud devient la forme privilégiée (chuanqi et opéra de Kunshan). Le zaju, avec sa forme ramassée en quatre actes (alors qu'un chuanqi en compte plusieurs dizaines), continue cependant à attirer les dramaturges. Deux cents d'entre eux ont écrit environ cinq cents zaju durant cette période (il reste de nos jours à peu près un tiers des pièces). La forme évolue sous l'influence du théâtre du Sud : le nombre d'actes ne se limite pas nécessairement à quatre, plusieurs acteurs chantent dans une même pièce, les airs du Sud se mêlent aux airs du Nord. Jia Zhongming (zh) (vers 1343-1422), qui a vécu à la fin des Yuan et au début des Ming, est le principal auteur à avoir inauguré ces changements. Les thèmes des pièces font moins de place à la réalité, et davantage au fantastique et au religieux. Leur moindre originalité va de pair avec un raffinement littéraire accru,.
Deux membres de la famille impériale illustrent le début de la période du zaju des Ming : Zhu Quan (1378-1448) et Zhu Youdun (1379-1439). Zhu Quan est en particulier l'auteur du Catalogue des prononciations correctes de la suprême harmonie (1398), un traité sur les règles prosodiques et phonologiques des zaju des Yuan. Zhu Youdun se veut l'héritier de Guan Hanqing, dont il reprend certains sujets. Nombre de ses pièces sont des histoires d'amour avec des courtisanes. Il est aussi l'auteur de deux pièces mettant en scène les brigands des monts Liang, qui fournissent la matière du grand roman Au bord de l'eau, plus tardif. Ce sont Le Moine Léopard (Baozi heshang) et Le Juste dédaigne les richesses (Zhang yi shu cai).
Xu Wei (1521-1593) est l'auteur du premier traité sur le théâtre du Sud, le Nanxi xulu, qu'il compare au théâtre du Nord, le zaju. Il est d'ailleurs aussi auteur de cinq zaju, dont Le Gibbon aux quatre cris, titre collectif de quatre de ces pièces. Leurs thèmes sont à l'image de la personnalité de leur auteur, excentriques. Deux pièces ont par exemple pour héroïne une femme travestie. Ci Mulan reprend l'histoire de Mulan, et La Lauréate raconte celle d'une femme déguisée en homme et passant les examens,.
Kang Hai (zh) (1475-1541) et Wang Jiusi (1468-1551) sont les auteurs de pièces aux connotations politiques. La pièce la plus connue de chacun de ces deux auteurs, dont l'attribution est toutefois discutée, a un même sujet, celui du loup de Zhongshan, qui a pour thème l'ingratitude. On attribue à Wang un yuanben en un acte et à Kang un zaju en quatre actes reprenant cette fable. Wang est aussi l'auteur d'un zaju mettant en scène le poète des Tang Du Fu. Au travers d'une critique de la politique d'une dynastie antérieure, les lecteurs du temps y ont vu une satire visant Li Dongyang, membre le plus éminent de l'académie Hanlin.
Au nombre des auteurs importants, on peut encore citer Feng Weimin (zh) (1511-1578 ?), Ye Xianzu (zh) (1566-1641) et Ling Mengchu. Ye Xiaowan (vers 1613 - vers 1660) est la plus ancienne femme dramaturge dont on ait conservé l'œuvre.

## Lezajudes Qing
Les lettrés continuent à écrire des zaju sous la dynastie Qing (1644-1911), davantage en vue de la lecture que de la mise en scène. Yang Chaoguan (zh) (1710-1788) est ainsi l'auteur de Pièces variées du pavillon du vent plaintif (Yinfeng ge zaju), un recueil de trente-deux zaju en un acte. Il y met en scène deux ou trois personnages seulement, dans des intrigues concises tirées de la mythologie, de l'histoire ou de la littérature. Selon un procédé habituel, l'histoire sert à contourner la censure, particulièrement féroce sous le règne de l'empereur Qianlong. Ainsi l'histoire de L'Ouverture des greniers se passe sous la dynastie Han : un fonctionnaire y vient en aide à la population, ce qui fait écho à un épisode réel impliquant Yang Chaoguan. Le penseur hétérodoxe Wang Fuzhi (1619-1692), fidèle à la dynastie Ming, est lui aussi l'auteur d'un zaju à portée politique, Le Rassemblement des bateaux-dragons (reprenant une nouvelle des Tang (chuanqi) de Li Gongzuo), racontant l'histoire de Xie Xiao'e, héroïne incarnant l'insoumission, qui cherche à venger son père.
Le Gibbon aux quatre cris de Xu Wei a inspiré plusieurs auteurs. Hong Sheng est ainsi l'auteur des Quatre beautés (Si chanjuan), quatre pièces ayant pour héroïne une artiste. Gui Fu (zh) (1736-1805), avec Le Nouveau Gibbon aux quatre cris (Hou Sicheng yuan), s'intéresse aux poètes des Tang ou des Song.
La poétesse Wu Zao (1799-1862), avec Le Portrait (qui pourrait bien être une sorte d'autoportrait), s'intéresse à la condition féminine au travers du thème du travestissement. La distinction entre les formes zaju et chuanqi finit par ne plus reposer que sur un critère de longueur, au point que les pièces de Tang Ying (zh) (vers 1683-1754) peuvent se classer indifféremment dans l'une ou l'autre catégorie. Il est l'auteur de dix-sept pièces courtes s'inspirant des opéras populaires.
On peut encore citer comme auteurs de zaju Wu Weiye (1609-1672), Xu Shiqi (actif vers 1644). Le genre jette ses derniers feux avec Shi Yunyu (zh) (1756-1837), auteur du recueil Huajian jiuzou (La Nonuple Représentation parmi les fleurs).

## Traductions
- Théâtre chinois ou choix de pièces de théâtre composées sous les empereurs mongols, trad. M. Bazin Aîné, Imprimerie royale, Paris, 1838  — Contient : Tchao-meï-hiang, ou les Intrigues d'une soubrette, comédie composée par Tching-Té-hoei ; Ho-han-chan, ou la Tunique confrontée, drame composé par Tchang-Koue-pin, courtisane chinoise ; Ho-lang-tan, ou la Chanteuse, drame  ; Teou-ngo-youen, ou le Ressentiment de Teou-ngo, drame composé par Kouan-Han-king [lire en ligne] sur archive.org / [lire en ligne] sur gallica.
- Le Siècle des Youên, trad. de A.P.L. Bazin, Paris, 1850 [lire en ligne] sur chineancienne.fr
- Tcheng T'ing-yu. Ts'in K'ien-fou, Le Signe de patience et autres pièces du théâtre des Yuan, trad. Li Tche-houa, Gallimard/Unesco, coll. « Connaissance de l'Orient », 1963  — Pièces de Zheng Tingyu (zh) et Qin Jianfu (zh)
- (en) Six Yuan Plays, trad. Liu Jung-en, Penguin Classics, Londres, 1972.
- (en) « Special Drama Issue », Renditions, numéro 3, 1974  — Contient : Ghosht of the Pot (anonyme) et Rain on the Wu T'ung Tree (extrait) de Po P'o (Bai Pu) [lire en ligne]
- Jacques Pimpaneau, Anthologie de la littérature chinoise classique, Philippe Picquier, 2004  — Chapitre V - La littérature de l'époque Yuan, xiiie – xive siècle, p. 533-706